# Новогорное
Новогорное — деревня в Колпашевском районе Томской области. Административный центр Новогоренского сельского поселения.

## История
Основана в 1922 году. В 1926 году деревня Новогорная состояла из 18 хозяйств, основное население — русские. В составе Петропавловского сельсовета Колпашевского района Томского округа Сибирского края.

## Население
| 1926 | 2002 | 2010 | 2012 | 2013 | 2014 | 2015 |
| ---- | ---- | ---- | ---- | ---- | ---- | ---- |
| 85   | ↗510 | ↘458 | ↘446 | ↘439 | ↘433 | ↘415 |
| 2021 |      |      |      |      |      |      |
| ↘315 |      |      |      |      |      |      |